# Jeremy van Mullem
Jeremy van Mullem (Vlaardingen, 18 maart 1999) is een Nederlands voetballer die als centrale verdediger  voor SC Cambuur speelt waar hij sinds zaterdag 2 september 2023 onder contract staat. Hij heeft voor 2 jaar getekend met optie voor nog een jaar. Cambuur heeft hem overgenomen van Sparta Rotterdam.

## Carrière
Jeremy van Mullem speelde in de jeugd van VV Zwaluwen en Feyenoord, waar hij in 2018 zijn eerste profcontract tekende. Na een seizoen bij Jong Feyenoord liep zijn contract medio 2019 af en vertrok hij transfervrij naar het Duitse SSV Jeddeloh, wat uitkwam in de Regionalliga Nord. Hij debuteerde voor Jeddeloh op 21 juli 2019, in de met 1-1 gelijkgespeelde thuiswedstrijd tegen VfB Oldenburg in het toernooi om de Niedersachsenpokal. Omdat de wedstrijd gelijk eindigde, werd er een penaltyserie genomen en werd Jeddeloh uitgeschakeld. Een week later speelde hij zijn eerste competitiewedstrijd. Van Mullem zou in totaal eenentwintig wedstrijden spelen in de Regionalliga Nord, alvorens deze competitie werd afgelast vanwege de coronapandemie.
In 2020 sloot Van Mullem op amateurbasis aan bij Jong Sparta Rotterdam, waar hij zijn eerste wedstrijd in de Tweede divisie speelde op 5 september tegen Jong FC Volendam. Na zes wedstrijden werd de Tweede divisie vanwege COVID-19 stilgelegd, en kwam Van Mullem niet meer in actie met Jong Sparta. Aan het eind van het seizoen 2020/21 zat hij enkele wedstrijden bij de selectie van het eerste elftal van Sparta. Hij debuteerde voor Sparta in de laatste wedstrijd van het reguliere seizoen, de met 1-2 gewonnen uitwedstrijd tegen sc Heerenveen, waarin hij in de 74e minuut inviel voor Wouter Burger. In mei 2022 verlengde Van Mullem zijn contract met twee seizoenen.
Medio 2023 verkaste Van Mullem naar SC Cambuur.

## Clubstatistieken

#### Beloften
| Seizoen                     | Club                  | Land            | Competitie      | Competitie | Competitie | Totaal | Totaal |
| Seizoen                     | Club                  | Land            | Competitie      | Wed.       | Dlp.       | Wed.   | Dlp.   |
| --------------------------- | --------------------- | --------------- | --------------- | ---------- | ---------- | ------ | ------ |
| 2020/21                     | Jong Sparta Rotterdam | Nederland       | Tweede divisie  | 6          | 0          | 6      | 0      |
| 2021/22                     | Jong Sparta Rotterdam | Nederland       | Tweede divisie  | 15         | 1          | 15     | 1      |
| Totaal beloften             | Totaal beloften       | Totaal beloften | Totaal beloften | 21         | 1          | 21     | 1      |
| Bijgewerkt op 22 maart 2022 |                       |                 |                 |            |            |        |        |

#### Senioren
| Seizoen | Club             | Land      | Competitie      | Competitie | Competitie | Beker | Beker | Overig | Overig | Totaal | Totaal |
| Seizoen | Club             | Land      | Competitie      | Wed.       | Dlp.       | Wed.  | Dlp.  | Wed.   | Dlp.   | Wed.   | Dlp.   |
| ------- | ---------------- | --------- | --------------- | ---------- | ---------- | ----- | ----- | ------ | ------ | ------ | ------ |
| 2019/20 | SSV Jeddeloh     | Duitsland | Regionalliga N. | 21         | 0          | –     | –     | 1      | 0      | 22     | 0      |
| 2020/21 | Sparta Rotterdam | Nederland | Eredivisie      | 1          | 0          | 0     | 0     | 0      | 0      | 1      | 0      |
| 2021/22 | Sparta Rotterdam | Nederland | Eredivisie      | 12         | 0          | 1     | 0     | -      | -      | 13     | 0      |
| 2022/23 | Sparta Rotterdam | Nederland | Eredivisie      | 12         | 0          | 1     | 0     | -      | -      | 13     | 0      |
| Totaal  | Totaal           | Totaal    | Totaal          | 46         | 0          | 2     | 0     | 1      | 0      | 49     | 0      |

Bijgewerkt t/m 11 november 2022